# Görlitzer Tuchmacheraufstand
Beim Görlitzer Tuchmacheraufstand im September 1527 versuchten mit dem Rat unzufriedene Handwerker das Görlitzer Rathaus zu stürmen, den Rat mit Gewalt zu stürzen und Verhaftete zu befreien. Ein Tuchmacher, der bei den Planungen dabei war und ein Schneidermeister, der vergeblich in den Aufstand mit einbezogen werden sollte, verrieten die Pläne dem Rat, womit dieser seinen Sturz verhindern konnte. Darauf wurden neun der aufständischen Handwerker hingerichtet, einige blieben flüchtig.

## Vorgeschichte

### 14. Jahrhundert
Schon zur Zeit Karls IV. (damals noch Karl I., König von Böhmen) gab es Spannungen zwischen den Handwerkern (nicht nur der Tuchmacher) und dem Rat der Stadt Görlitz. 1301 wurde den Tuchmachern das einträgliche Recht des Gewandschnittes urkundlich untersagt. König Johann (1331) und Kaiser Karl IV. (1356) bestätigten die Urkunde jeweils. Karl untersagte 1343 „Unbotmäßigkeiten … zwar aufs stärkste“, zeigte sich nach einem gelungenen Aufstand der Handwerker wahrscheinlich Anfang der 1360er Jahre durch ein 26 Artikel enthaltendes Privilegium, das den Tuchmachern wohl auch politische Eingeständnisse zusprach, aber auch entgegenkommend. Johannes Hass bekam es um 1525 „in etwas unlauterer Weise in seine Hand“ und würde es 1527 beim Tuchmacheraufstand im Beisein der Ältesten des Rates zunichtemachen („durchstach und totete“).
Im Februar 1369 zogen die Handwerker mit 500 bis 600 Leuten zum Bürgermeister, wonach der Rat flüchtete. Ein Ulmann aus der Münze verblieb und handelte aus, zehn bis zwölf dem Rat gegenübertreten zu lassen. Sie erschienen, entgegen der Abmachung mit größeren Waffen und stellten ihre fünf Forderungen, die vom Rat aber argumentiert abgelehnt wurden.

### 16. Jahrhundert
Im 16. Jahrhundert begünstigte einerseits die Reformation das Aufbegehren der Görlitzer Tuchmacher, vor allem aber verursachte die durch die Inflation nach 1515 prekäre Lage vieler Tuchmacher soziale wie politische Spannungen. Konkret wurde auch die Ratskür bei Nacht kritisiert, die seitens des Rats eigentlich den Zweck hatte, eine adlige Einmischung zu verhindern.
Alexander Bolze, „die Seele der Tuchmacherbewegung“ und „‚Fabrikherr‘ mit ‚Meistereien‘“ war „hervorragend vor andern durch die Kraft seines Wortes, [und] die Fähigkeit auf andere zu wirken“. Er forderte „nur eine Fortsetzung früherer demokratischer Bewegungen in Görlitz“, wie es sie in anderen Städten bereits erfolgreich gegeben hatte. Nach Johannes Hass war er der „Meister und Stifter des Unrats“.
Auch der Umgang des Rates mit dem lutherischen Pfarrer Franz Rothbart dürfte ein Thema gewesen sein. In einer am 21. September 1524 an einem Haus in der Petersgasse ausgehängten Schrift wird großer Unmut gegen den gesamten Görlitzer Rat bekundet und die Wiedereinstellung Rothbarts bzw. die Anerkennung der Reformation gefordert. Hans Frenzel prognostizierte dem Ratsherren Johannes Hass einmal: „die tuchmacher und andere zechen wurden einsmals vss rothause gelauffen komenn und wiessen wollen, wie iß doben [da oben] zustunde, abir worummb etzliche sachen mit dem pfharhr also furgenommen“.
Am 28. September 1524 trafen sich die unzufriedenen Tuchmacher in Hans Hockeners Haus, um Artikel auszuarbeiten, die dem Rat vorgelegt werden sollten. Es „hoben 30 bis 40 die Hände auf wie zum Schwur und riefen ‚ja‘“. Am 6. Oktober erschienen die Ältesten der Tuchmacher beim Rat, der zwar auf die gewerblichen Inhalte antwortete, nicht aber auf die politischen.
Im Juni 1525 erreichten die Anfeindungen der Tuchmacher gegen den Rat schließlich einen Höhepunkt und es gab Gerüchte, in der Nacht vom 12. auf den 13. Juni würde ein Aufstand stattfinden. Ein Großbrand in Görlitz in dieser Nacht, bei dem auch Hans Hockener mit seinen Kindern umkam, lenkte diese Aufregung zunächst wieder ab.

## Verhaftungen
Am Nachmittag des 1. Septembers 1527 trafen sich die vier Ältesten des Görlitzer Rats, Johann Arnold, Peter Thiele, Georg Rösler und Franz Schneider, und Oberstadtschreiber Johannes Hass zu Vorbereitungen für die Wahl des Rates am nächsten Morgen, traditionell um halb vier. Da meldete ein Türsteher dichte Versammlungen der Zünfte am Untermarkt und in den Laubengängen, wobei Alexander Bolze den einzelnen Gruppen seine Gedanken mitteilte. Mit den Ältesten der Tuchmacher, Schneider und Bäcker begab er sich in die Peterskirche, um hinter verschlossenen Eingängen ausführlich seine Pläne zu gestalten.
Es wurde die „Willkürherrschaft“ der Ratsältesten angeprangert, ihre Sitzungen „in größter Heimlichkeit bei Nacht“ und ausbleibende Rechnungen über die Verwendung der Steuern. Sie schrieben sich mindestens 11.000 der 30.000 Gulden Steuereinnahmen selbst zu, hieß der Vorwurf.
Dem Rat solle die Anordnung gemacht werden, die Ratswahl am helllichten Tage abzuhalten. Dann soll der Antrag gestellt werden, die Ratswahl künftig mit dem Wissen der Ältesten der Handwerker stattfinden zu lassen und den Rat mit „einer größeren Anzahl von Handwerksmeistern“ zu verstärken. Diese sollen Einsicht in die Finanzen bekommen und ein Recht, auf der Schöppenbank zu sitzen. Zudem sollen J. Hass, G. Rösler und Konsul Hans Geißler als „Hauptgegner der Zünfte“ aus dem Rat entfernt werden und die freie Predigt des Evangeliums erlaubt. Darauf gab es Beifall, manche ergriffen das Wort und letztlich wurde Georg Vierlein („Firle“) als Wortführer gewählt.
Die Ratsältesten schickten, als sie darüber informiert wurden, sofort vier Ratsdiener, die sich Zutritt zur Kirche erzwangen und Bolze in einer Rede antrafen. Auf den Bericht der Diener hin, schickten die Ratsältesten den gesamten Rat zur Peterskirche und ließen die Versammlung der Zünfte auflösen, die Zunftältesten wurden zum Rathaus bestellt, sich zu verantworten. Als diese beim Rat eintrafen, empfingen die Ratsherren sie, entgegen dem Gebrauch, im Sitzen. Bürgermeister Johann Arnold bat die einbestellten, sich zu setzen, sechs aber blieben nach Bolzes Empfehlung („ein Mann, der da stünde, geherzter und kühner zu reden wäre“) stehen. Arnold erinnerte sie an ihren Eid, wiess auf die verbotene Versammlung hin und verlangte „Aug in Auge“ zu wissen, wer der Anstifter sei. Vierlein antwortete ausweichend, man habe sich über Anträge, die man beim Rat stellen möge, informiert, an Ungehorsam werde nicht gedacht. Vierlein stellte dann die Anträge und die Handwerker wurden entlassen, nach abgehaltenem Rat zur Verkündung der Antwort aber wieder einbestellt. Die „Forderungen [seien] den landesherrlich bestätigten Privilegien zuwider … jedes Eingehen des Rates darauf [sei] unmöglich“. Den Zünften wurde Strafe bei Fortsetzung ihrer Pläne angedroht. Abends wurden sie entlassen, Alexander Bolze, der umgeben von der Menschenmenge am Untermarkt wartete, zeigte sich unzufrieden, die Handwerker hätten nicht gehen sollen.
Die Ratsherren, darunter die vier Ältesten in großer Sorge, versuchten ihre Angst derweil gegenseitig zu besänftigen und beschlossen, die Ratskür am nächsten Tag ohne Angst zu unternehmen. Beim Herausgehen meldete ihnen noch ein Türsteher, Martin Stolzenberg habe den Ratsdienern von den Vorgängen in der Kirche erzählt, wonach dem Rat das Regiment genommen werden, „die ‚vier Fürsten‘“ abgesetzt und zukünftige Bürgermeister Tuchmacher sein sollen.
Am 2. September, morgens um halb vier wurde Peter Thiele im Ratssitzungssaal zum neuen Bürgermeister gewählt, die Ämter bei den Innungen wurden auch mit, der Verschwörung verdächtigten Personen besetzt, wahrscheinlich um den Auflehnenden Sicherheit zu vermitteln. In den Folgetagen wurde Stolzenberg vor „Henker Meister Peter“ befragt. Einige Tuchmacher wurden verhaftet, beispielsweise Paul Thamme, der erst nach eineinhalb Jahren wieder frei kam. Alexander Bolze und Georg Vierlein flüchteten aus der Stadt.

## Aufstand
Der Tuchmacher Peter Liebig suchte nun Unterstützer, die Gefangenen vor möglicher Folter zu bewahren, also aus dem Gefängnis zu befreien. Mit Christoph Posselt, Lorenz Fiedler („Schweinebrätlein“), Fabian Teller, Peter Schwalm, Thomas Beyer, Andreas Deutschmann, Michel Neumann, Martin Anesorge (auch Ohnesorge) und Pfaffe Jakob Hase beredete er nun in „Peter Loschens“ (Peter Losch) (Brau-)Haus „hinter dem Kloster an der Ecke“ (heute Klosterplatz 14 und Nonnengasse 18 und 19) die Pläne der Befreiung. Man wolle zuerst um Freilassung bitten, falls diese nicht geschehe, auch mit Gewalt.
Liebig stellte sein Haus (heute Langenstr. 12 bei der Verrätergasse) zur Beratung und Waffenablage zur Verfügung, wo am 18. September auch eine Hauptversammlung stattfand. Es wurde besprochen, mit dreißig bis fünfzig Mann das Rathaus zu stürmen, „die Sturmglocke [zu] läuten“, „den Rat … vom Rathause [zu] werfen, zwei Älteste verhaften, zwei verbürgen“ (auch „zu Bürgschaftsstellung zwingen“) oder auch „mit Hämmern und Gewalt den Rat zu erschlagen“. Die Ratsherren befanden sich zu dieser Zeit nicht mehr im Rathaus, also wurde der Aufstand auf den 19. oder 20. September verschoben.
Noch am Abend des 18. September kam der junge Tuchmacher Hans Schulz zu Hass’ Diener Lorenz und erzählte ihm im Vertrauen von den Plänen Liebigs. Als ihm auch Schneidermeister Paul Horther erzählte, er sei von seinem Nachbarn aufgefordert worden, „seine Waffen bereit zu halten“, man werde morgen „nach ihm schicken“ (ihn anfordern), überwarf der Diener Lorenz seine anfänglichen Zweifel gegenüber Schulz. Nach Theodor Neumann hieß der Schneidermeister Paul Schnupts. Der Schneidermeister hatte ihm auch erklärt, „nur dem Rat komme zu, die Bürgerschaft zu den Waffen zu rufen“ aber er fürchte, „dass man etwas gegen den Rat im Schilde führe“. Lorenz erzählte es also Johannes Hass, der „eine wirklich ernste gefahr“ bevorstehen sah, aber am nächsten frühen Morgen zu einer Verabredung mit dem Zittauer Rat nach Löbau reiten musste. So konnte er nur noch der Ratswache Caspar Stetzel davon erzählen, damit dieser es dem neuen Bürgermeister Peter Thiele melden möge.
Die Zeitangaben für diese Ereignisse gehen minimal auseinander: Nach Otto Kämmel berichtete Hans Schulz am Mittwoch Abend (18. September) und bestätigte der Schneidermeister die Pläne Liebigs dem Ratsdiener Lorenz am Donnerstag Abend, der sie dem Johannes Hass erst am Freitag (20. September) erzählte, als dieser schon nach Löbau reiten musste und auch der Aufstand stattfinden sollte. Auch Theodor Neumann verortete die Anzeige des Schneidermeisters bei Johannes Hass am Donnerstag. Nach Richard Jecht bestätigte der Diener Lorenz die Pläne der Handwerker, die er durch den Bericht des Schneidermeisters empfangen hatte, schon am Mittwoch Abend, nachdem er den Bericht des Hans Schulz auch zu einem vorherigen aber nicht bezeichneten Zeitpunkt dargelegt hatte. Demnach sei der Aufstand und die Reise Johannes Hass’ nach Löbau am Donnerstag (19. September) angesetzt gewesen.
Bürgermeister Peter Thiele rief, nachdem er Hass’ Meldung erhalten hatte, sofort die Ratsältesten zusammen, woraufhin Liebigs Haus auf Beschluss des Rates besetzt wurde. Im Haus wurden die Waffen aufgefunden und Liebig zum Rathaus gebracht. Zunächst leugnete er, unter Folter aber gestand er Mitwisser, zu denen sofort Ratsdiener und dann auch der Rottmeister mit seinen Söldnern entsandt wurden. Etwa zwanzig der Beteiligten konnten fliehen, mehr aber noch, darunter auch Liebig und Stolzenberg, wurden verhaftet.

## Urteile und Luthers Gnadengesuch
Otto Kämmel bemerkte zu den Geständnissen nach scharfem Verhör, die Beschuldigten hätten alles bekannt, „was ihre Ankläger wünschten, vielleicht mehr, als in Wirklichkeit beabsichtigt oder geschehen war“.
Am 25. September wurde Liebig enthauptet und Stolzenberg gevierteilt. Am 28. September wurden auch Baier und Ohnesorge enthauptet. Fiedler und Schwalm, die nach Breslau geflüchtet waren, wurden in Breslau am 19. Oktober in Anwesenheit des Richters Paul Schneider enthauptet. Lorenz Lange und Franz Siegart (auch Siegert), die gleichermaßen nach Breslau geflüchtet und verhaftet worden waren, wurden auf Fürbitte des Breslauer Reformators Johann Heß entlassen aber der Stadt verwiesen. Deutschmann und Neumann wurden am 8. Januar 1528 hingerichtet. Teller und Posselt suchten Martin Luther in Wittenberg auf. Dieser sagte ihnen aber, er sei fähig, „bei Beschwerung der Gewissen Rat und Urteil zu geben, nicht aber in weltlichen Sachen“. Außerdem hätten sie „übel gehandelt, und Pfaffe Hase, wenn es wäre, als sie sagten, hätte gehandelt als ein Schalk, Verräter und Bösewicht.“ Luther habe sich aber trotzdem beim Kurfürsten (Johann der Beständige) und Kanzler von Sachsen für Teller und Posselt vergebens eingesetzt. Dem Rat von Görlitz habe er ein Schreiben zukommen lassen, das aber nicht ankam. Als Teller es dennoch zu lesen bekam, fand er „schlechte Vorbitte“. Unvorsichtigerweise ging Teller Ende Juli 1528 in sein Haus in Görlitz und wurde verhaftet. Er wurde siebenmal unter Folter befragt und berichtete am ausführlichsten. Er wurde am 10. Oktober 1528 am Untermarkt enthauptet.
19 geflüchtete („weniger gravirte“) Personen fasste man noch, entließ sie aber meist gegen Bürgschaftsstellung, manche setzte man unter Hausarrest. Diejenigen geflüchteten, die nicht mehr gefasst werden konnten, wurden geächtet, auf allen Landstraßen und Wirtshäusern suchten die Landreiter nach ihnen.

## Sage
Nach einer Sage schlichen die Verschworenen durch eine heute noch sichtbare Seitenpforte der Verrätergasse in Liebigs Haus. Auch soll, gemäß dieser Sage, die Uhr auf dem Mönch(e), dem Turm der Klosterkirche sieben Minuten früher als üblich angeschlagen worden sein, sodass die Verschworenen den Wächtern „in die Arme“ liefen. Wenngleich Liebigs Haus als Ort zur Beratung und Waffenablage diente, werde diese Sage laut Richard Jecht von den Geschichtsquellen nicht bestätigt.